# Pavao Rauch
Le baron Pavao Rauch (1819-1890) est un homme politique austro-hongrois (croate). Il est Ban du royaume de Croatie-Slavonie du 8 janvier 1908 au 5 février 1910. 
Il est le fils du baron Levin Rauch de Nyék.

## Littérature
- Zlatko Matijević: "Absolutismus in Kroatien. Iso Kršnjavi i Scotus Viator o Hrvatskoj u doba banovanja Pavla baruna Raucha", Hrvatska revija. 2008 (2008), 2; str. 104-107
- Mira Kolar: "The Activities of Vice-Roy Pavao Rauch In Croatia", Review of Croatian History, Vol.I No.1, prosinac 2005.
- Österreichisches Biographisches Lexikon 1815–1950, Bd. 8 (Lfg. 40, 1983), S. 437; Rauch, Pavao; Ps. Scotus Viator (1865-1933), Politiker